# 恩佩德拉多 (智利)
35°36′S 72°17′W / 35.600°S 72.283°W

恩佩德拉多（西班牙語：Empedrado），是智利的城鎮，位於該國中部馬烏萊大區的塔爾卡省，始建於1835年2月24日，面積564.9平方公里，海拔高度451米，2012年人口4,253人，人口密度每平方公里7.5人。